# Sluitingstheorema van Poncelet

Het sluitingstheorema met driehoek en twee cirkels.

Het sluitingstheorema met vijfhoek en twee ellipsen.

Het sluitingstheorema van Poncelet of porisme van Poncelet is een stelling uit de meetkunde.
Het sluitingstheorema luidt:
Gegeven twee kegelsneden {\displaystyle {\mathcal {C}}_{1}} en {\displaystyle {\mathcal {C}}_{2}}. Als er een veelhoek is die gelijktijdig ingeschreven is in {\displaystyle {\mathcal {C}}_{1}} en omgeschreven om {\displaystyle {\mathcal {C}}_{2}}, dan zijn er oneindig veel dergelijke veelhoeken. Elk punt op {\displaystyle {\mathcal {C}}_{1}} en elke raaklijn aan {\displaystyle {\mathcal {C}}_{2}} horen bij zo'n veelhoek.
De stelling is genoemd naar de Franse ingenieur en wiskundige Jean-Victor Poncelet.
De veelhoeken in deze stelling worden wel poristische veelhoeken genoemd van {\displaystyle {\mathcal {C}}_{1}} en {\displaystyle {\mathcal {C}}_{2}}.
Iedere driehoek heeft bijvoorbeeld een ingeschreven en omgeschreven cirkel, dus zijn er volgens het sluitingstheorema van Poncelet oneindig veel driehoeken met dezelfde ingeschreven en omgeschreven cirkel.